# Франсін Жорді
Франсі́н Жорді́ (нім. Francine Jordi, до шлюбу Леманн (нім. Francine Lehmann); нар. 24 червня 1977 року в Ворбі, Швейцарія) — швейцарська співачка та композиторка.

## Біографія
Ще в 10 років почала естрадну кар'єру в ансамблі разом зі своїми батьками і сестрою. Рідною мовою для Франсін є німецька (вона народилася в німецькомовних кантоні Берн), але співачка також володіє і французькою.
У 1998 році виграла Гран-прі на фестивалі народної музики з піснею «Das Feuer Der Sehnsucht». З цього часу вона стала справжньою зіркою як у себе на батьківщині, так і в інших німецькомовних країнах. Вела два телешоу на німецькому каналі «ARD». У 2002 році представляла Швейцарію на конкурсі пісні «Євробачення» в Таллінні, на якому, виконавши пісню «Dans le jardin de mon âme» (укр. «У саду моєї душі»), посіла з 15 очками 22-е місце з 24-х. Восени того ж року вона провела сольний тур по всій Швейцарії.

## Дискографія
- 1998 Das Feuer der Sehnsucht
- 1999 Ein Märchen aus Eis
- 2000 Wunschlos glücklich
- 2001 Verliebt in das Leben
- 2002 In Garten meiner Seele
- 2003 Alles steht und fällt mit Dir
- 2004 Einfach Francine Jordi
- 2005 Halt mich
- 2007 Dann kamst du
- 2009 Meine kleine grosse Welt